# Laurent Vial
Laurent Vial, född den 9 september 1959 i Bern, Schweiz, är en schweizisk tävlingscyklist som tog OS-silver i lagtempolopet vid olympiska sommarspelen 1984 i Los Angeles.